# Gilbertidia ochotensis
Gilbertidia ochotensis är en fiskart som beskrevs av Schmidt, 1916. Gilbertidia ochotensis ingår i släktet Gilbertidia och familjen paddulkar. Inga underarter finns listade i Catalogue of Life.